# برایتشاید (ماینتس-بینگن)
برایتشاید (به آلمانی: Breitscheid) یک شهر در آلمان است که در ماینتس-بینگن واقع شده‌است. برایتشاید ۱۵۱ نفر جمعیت دارد.